# Paiste
Paiste — швейцарская компания по производству музыкальных тарелок и некоторых других металлических ударных инструментов.

## История
Название компании в переводе с эстонского и финского означает «сияние» (логотипы серий «2002» и «Твенти» содержат стилизованное сияние рассвета).
В 1901 году эстонский музыкант Томас Пайсти, служивший в лейб-гвардии Российской империи, ушёл в отставку и открыл в Санкт-Петербурге музыкальное издательство и музыкальный магазин. В 1906 году в своей мастерской по ремонту музыкальных инструментов он по заказам покупателей изготовил первые тарелки Пайсти.
С годами доля производства тарелок в его предприятии росла, несмотря на преграды, вызванные войной, повлёкшей несколько вынужденных переездов. Сначала в 1917 году Томас уехал в Таллин, где его сын Михкель Пайсти решил сосредоточиться на производстве и экспорте тарелок. В 1940 году семья вместе со всем предприятием переехала в Польшу, где возобновила производство в чрезвычайно тяжёлых условиях; в 1945 году — в Германию, а затем, в 1957 году в Швейцарии были обустроены штаб-квартира и фабрика. Предприятие было продолжено сыновьями Михкеля Робертом и Томасом с использованием и швейцарских, и немецких производственных мощностей.

## Инновации
Пайсти принадлежат некоторые нововведения в разработке тарелок. Среди них:
- Уплощенный райд, лишённый купола. Изначально разработан как «Спейс саунд» в серии «Формула 602» при участии Джо Морелло. Представлен в 1960-х годах.
- «Саунд эдж». Нижняя тарелка хай-хэта имеет волнистый профиль края, что предотвращает образование воздушной пробки при закрытии хэта. Представлен в 1967 году. Также используется при изготовлении ручных тарелок.
- Использование бронзы марки B8. Пайсти обозначает этот сплав как «CuSn8» или «бронза 2002». Впервые представлено в серии «Стамбул 65» в 1965 году. Приобрело всеобщее признание в сериях «Джайнт бит» и «2002». Пайсти также известен как единственный крупный производитель, использующий сплав B8 для производства серий тарелок высшего уровня; впрочем, Майнл недавно также представил высококлассную серию из бронзы B8. Зилджан и Сэбиан используют этот сплав, главным образом, в сериях начального уровня, предпочитая ему колокольную бронзу для более дорогих моделей.
- Бескупольный профиль. Представив в 1975 году «Саунд криэйшн шорт крэш», Пайсти стал первым производителем, внедрившим тарелки с бескупольным строением. В настоящее время применяется для хай-хэтов «Кристал» и крэшей «Сигнэйчер».
- Необточенная поверхность. Представлена в 1980 году в серии «Руд». Выполненные из сплава B8, необточенные тарелки предлагались для использования в громкой музыке, как панк и хэви-метал.
- Обращённый купол чайны представлен в 1983 г. с тарелкой «2002 Ново». Облегчает игру функционально райдовых и крэшевых партий на чайне.
- Окраска тарелок представлена в 1983 году.
- Фирменная подписная бронза. Патентованный сплав, внедрённый в 1989 году в серии «Сигнэйчер». Согласно патенту, сплав состоит из фосфористой бронзы, содержащей от 14,7 % до 15,1 % олова по массе. Пайсти утверждает, что впервые марка бронзы была разработана специально для производства тарелок[3].
- «Соник тэксчер формула». Патентованный способ обточки, придающий тарелке более сложное звучание. Представлен в 2001 г. с серией «Инновэйшнз».

Многие из этих новшеств по истечении сроков патентов были переняты другими производителями. Например, плоские райды предлагаются почти всеми современными компаниями.

## Прочие инструменты
- Гонги.
- Кротали.
- Саундплейты. Прямоугольные панели из бронзы B8, имеющие звук наподобие колокольного, на которых играют с помощью мягких колотушек.
- Саунддиски. Круглые панели из бронзы B8.
- Ротосаунды. Круглые панели из бронзы B8, закреплённые на вращающейся стойке.
- Пальцевые тарелки. Крошечные, но толстые тарелочки.
- Малые барабаны. В 2002 году в честь столетия фирмы была выпущена ограниченная серия малых барабанов «Spirit Of 2002», с корпусами из бронзы от разбитых тарелок, собранных у эндорсеров.